# ダズ・キャメロン
ダズモン・ジャロイド・キャメロン（Dazmon Jaroid Cameron, 1997年1月15日 - ）は、 アメリカ合衆国ジョージア州ヘンリー郡マクダナー出身のプロ野球選手（外野手）。右投右打。MLBのミルウォーキー・ブルワーズ傘下所属。父は元プロ野球選手のマイク・キャメロン。

## 経歴

### プロ入りとアストロズ傘下時代
2015年のMLBドラフト1巡目戦力均衡ラウンドA（全体37位）でヒューストン・アストロズから指名され、プロ入り。契約後、傘下のルーキー級ガルフ・コーストリーグ・アストロズでプロデビュー。アパラチアンリーグのルーキー級グリーンビル・アストロズでもプレーし、2球団合計で51試合に出場して打率.251、17打点、24盗塁を記録した。
2016年はA-級トリシティ・バレーキャッツとA級クァッドシティーズ・リバーバンディッツでプレーし、2球団合計で40試合に出場して打率.212、2本塁打、20打点、12盗塁を記録した。
2017年はA級クァッドシティーズでプレーした。

### タイガース時代
2017年8月31日にジャスティン・バーランダー、後日発表選手または金銭とのトレードで、フランクリン・ペレス、ジェイク・ロジャースと共にデトロイト・タイガースへ移籍した。移籍後は傘下のA級ウェストミシガン・ホワイトキャップスでプレーし、移籍前を含めた2球団合計で123試合に出場して打率.271、14本塁打、74打点、32盗塁を記録した。
2018年はA+級レイクランド・フライングタイガース、AA級エリー・シーウルブズ、AAA級トレド・マッドヘンズでプレーし、3球団合計で126試合に出場して打率.264、8本塁打、61打点、24盗塁を記録した。オフにはアリゾナ・フォールリーグに参加し、メサ・ソーラーソックスに所属した。
2019年はAAA級トレドでプレーし、120試合に出場して打率.214、13本塁打、43打点、17盗塁を記録した。オフの11月20日にルール・ファイブ・ドラフトでの流出を防ぐために40人枠入りした。
2020年9月9日にメジャー初昇格を果たし、同日のミルウォーキー・ブルワーズ戦にて「7番・右翼手」で先発出場してメジャーデビューした（この試合での結果は3打数無安打）。

### オリオールズ傘下時代
2022年11月9日にウェイバー公示を経てボルチモア・オリオールズへ移籍した。12月2日にマイナー契約となり、傘下のAAA級ノーフォーク・タイズへ送られた。
2023年シーズンは傘下AAA級ノーフォークでプレーした。オフにFAとなった。

### アスレチックス時代
2023年11月17日にオークランド・アスレチックスとマイナー契約を結んだ。
2024年5月23日にメジャー契約を結んでアクティブ・ロースター入りした。この年は最終的にメジャーで66試合に出場して打率.200、5本塁打、15打点、5盗塁を記録した。

### オリオールズ傘下時代
2024年10月31日に金銭トレードで、ボルチモア・オリオールズに移籍した。2025年2月7日にロアンシー・コントレラスを獲得したことに伴って一度はDFAとなるも、同月13日にマイナー契約で契約を結び直し、AAA級ノーフォーク・タイズに配属された状態で同年のスプリングトレーニングには招待選手として参加したが、開幕はAAA級ノーフォークで迎えた。結局、オリオールズではメジャーに昇格することは一度も無かった。

### ブルワーズ時代
2025年4月7日にグラント・ウルフラム及び金銭とのトレードで、ミルウォーキー・ブルワーズに移籍した。移籍後はマイナー・オプションでAAA級ナッシュビル・サウンズに配属された後、同月26日に負傷者リスト入りしたギャレット・ミッチェルと入れ替わってアクティブ・ロースター入りした。昇格後は21試合に出場したものの打率.195（41打数8安打）と極度の打撃不振に陥り、7月1日にアンソニー・シーグラーを昇格させることに伴って、DFAとなった。7月5日にマイナー契約を受け入れ、AAA級ナッシュビルに配属された。

## 選手としての特徴
ゴールドグラブ賞3度受賞の父譲りの好守が武器であり、打撃の成長が今後のカギと言われている。

## 詳細情報

### 年度別打撃成績
| 年 度    | 球 団    | 試 合 | 打 席 | 打 数 | 得 点 | 安 打 | 二 塁 打 | 三 塁 打 | 本 塁 打 | 塁 打 | 打 点 | 盗 塁 | 盗 塁 死 | 犠 打 | 犠 飛 | 四 球 | 敬 遠 | 死 球 | 三 振 | 併 殺 打 | 打 率 | 出 塁 率 | 長 打 率 | O P S |
| -------- | -------- | ----- | ----- | ----- | ----- | ----- | -------- | -------- | -------- | ----- | ----- | ----- | -------- | ----- | ----- | ----- | ----- | ----- | ----- | -------- | ----- | -------- | -------- | ----- |
| 2020     | DET      | 17    | 59    | 57    | 4     | 11    | 2        | 1        | 0        | 15    | 3     | 1     | 0        | 0     | 0     | 2     | 0     | 0     | 19    | 1        | .193  | .220     | .263     | .483  |
| 2021     | DET      | 35    | 115   | 103   | 16    | 20    | 5        | 0        | 4        | 37    | 13    | 6     | 0        | 0     | 0     | 10    | 0     | 2     | 38    | 2        | .194  | .278     | .359     | .637  |
| 2022     | DET      | 21    | 70    | 64    | 6     | 14    | 3        | 1        | 1        | 22    | 8     | 2     | 0        | 0     | 0     | 5     | 0     | 1     | 20    | 1        | .219  | .286     | .344     | .630  |
| 2024     | OAK      | 66    | 186   | 170   | 22    | 34    | 5        | 1        | 5        | 56    | 15    | 5     | 0        | 0     | 2     | 13    | 0     | 1     | 51    | 3        | .200  | .258     | .329     | .587  |
| 2025     | MIL      | 21    | 42    | 41    | 7     | 8     | 1        | 0        | 1        | 12    | 3     | 1     | 0        | 0     | 0     | 1     | 0     | 0     | 13    | 1        | .195  | .214     | .293     | .507  |
| MLB：4年 | MLB：4年 | 139   | 430   | 394   | 48    | 79    | 15       | 3        | 10       | 130   | 39    | 14    | 0        | 0     | 2     | 30    | 0     | 4     | 128   | 7        | .201  | .263     | .401     | .593  |

- 2024年度シーズン終了時

### 年度別守備成績
| 年 度 | 球 団 | 左翼（LF） | 左翼（LF） | 左翼（LF） | 左翼（LF） | 左翼（LF） | 左翼（LF） | 中堅（CF） | 中堅（CF） | 中堅（CF） | 中堅（CF） | 中堅（CF） | 中堅（CF） | 右翼（RF） | 右翼（RF） | 右翼（RF） | 右翼（RF） | 右翼（RF） | 右翼（RF） |
| 年 度 | 球 団 | 試 合      | 刺 殺      | 補 殺      | 失 策      | 併 殺      | 守 備 率   | 試 合      | 刺 殺      | 補 殺      | 失 策      | 併 殺      | 守 備 率   | 試 合      | 刺 殺      | 補 殺      | 失 策      | 併 殺      | 守 備 率   |
| ----- | ----- | ---------- | ---------- | ---------- | ---------- | ---------- | ---------- | ---------- | ---------- | ---------- | ---------- | ---------- | ---------- | ---------- | ---------- | ---------- | ---------- | ---------- | ---------- |
| 2020  | DET   | -          | -          | -          | -          | -          | -          | -          | -          | -          | -          | -          | -          | 16         | 35         | 0          | 1          | 0          | .972       |
| 2021  | DET   | 1          | 1          | 0          | 0          | 0          | 1.000      | 15         | 34         | 0          | 0          | 0          | 1.000      | 18         | 27         | 0          | 0          | 0          | 1.000      |
| MLB   | MLB   | 1          | 1          | 0          | 0          | 0          | 1.000      | 15         | 34         | 0          | 0          | 0          | 1.000      | 34         | 62         | 0          | 1          | 0          | .984       |

- 2021年度シーズン終了時

### 背番号
- 41（2020年 - 2022年）
- 28（2024年）
- 20（2025年4月26日 - 同年6月23日）